# 尖头巢蕨
尖头巢蕨（学名：Neottopteris salwinensis）为铁角蕨科巢蕨属下的一个种。